# Maggie
Maggie je žensko ime.

## Osobe s imenom Maggie
- Maggie Gyllenhaal (rođena 1977.), američka glumica
- Maggie Hamilton (1867. – 1952.), škotska slikarica
- Maggie Siff (rođena 1974.), američka glumica
- Maggie Smith (rođena 1934.), engleska glumica

## Izmišljeni likovi
- Maggie O'Connell, lik iz televizijske serije Život na sjeveru
- Maggie Simpson, lik iz crtane televizijske serije Simpsoni